# Șchei

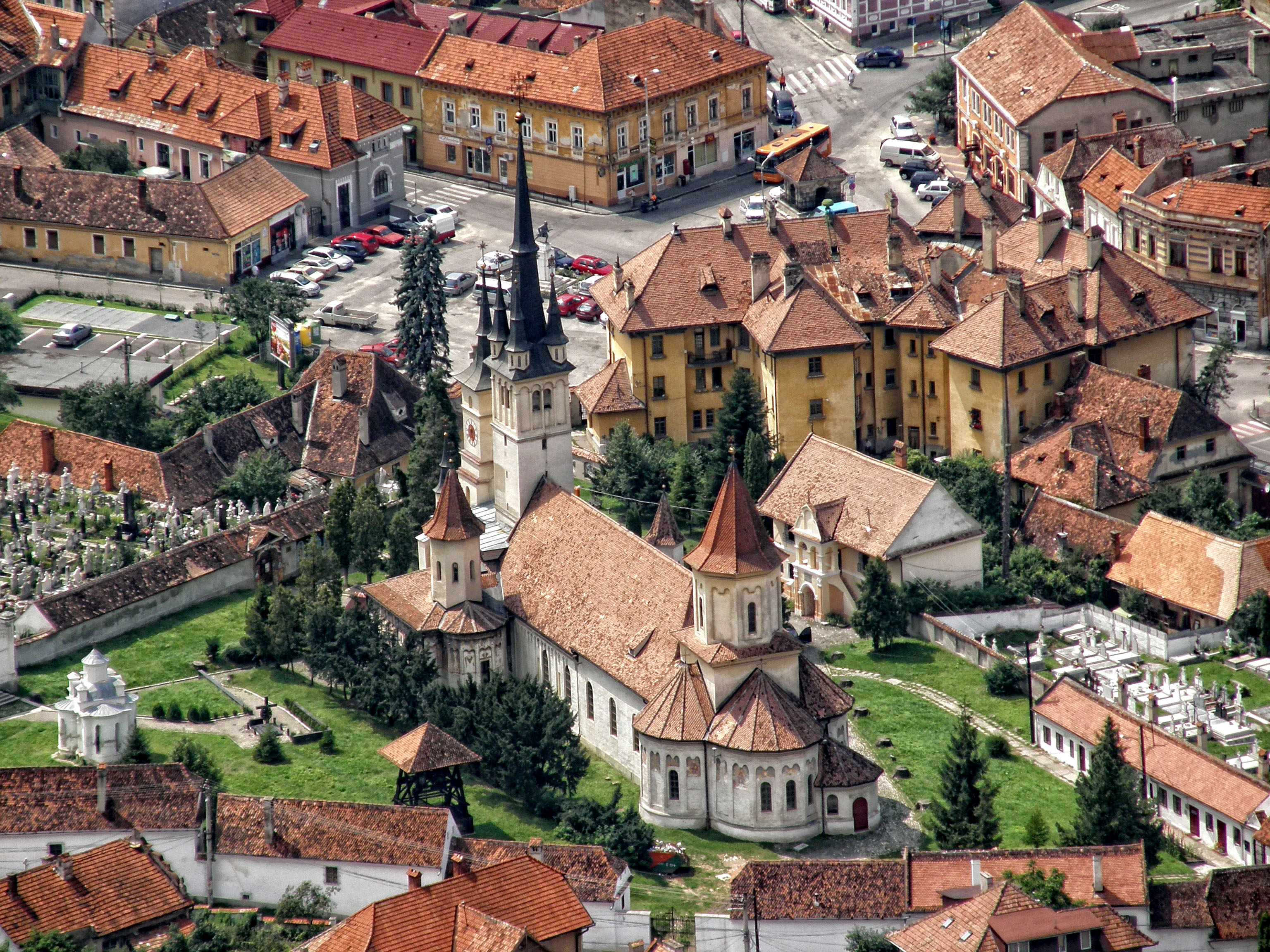
L'église orthodoxe Saint-Nicolas dans Șchei

Șchei ou Șcheii Brașovului est un quartier de Brașov, situé en Roumanie.

## Histoire
À l’origine, ce quartier était hors des murs de la ville. Cette partie de la ville est faite de petites maisons construites le long de petites rues étroites sur un flanc de montagne. Jusqu'au XVIIe siècle, les Roumains n’avaient pas le droit de posséder une propriété à l’intérieur des murs de la ville de Brașov. Ainsi, ils devaient payer un droit de péage aux portes de la cité pour pouvoir vendre leurs produits dans la ville. On y trouve  l’église St-Nicolas, la porte Şchei ainsi que la première école de Roumanie.

## Galerie

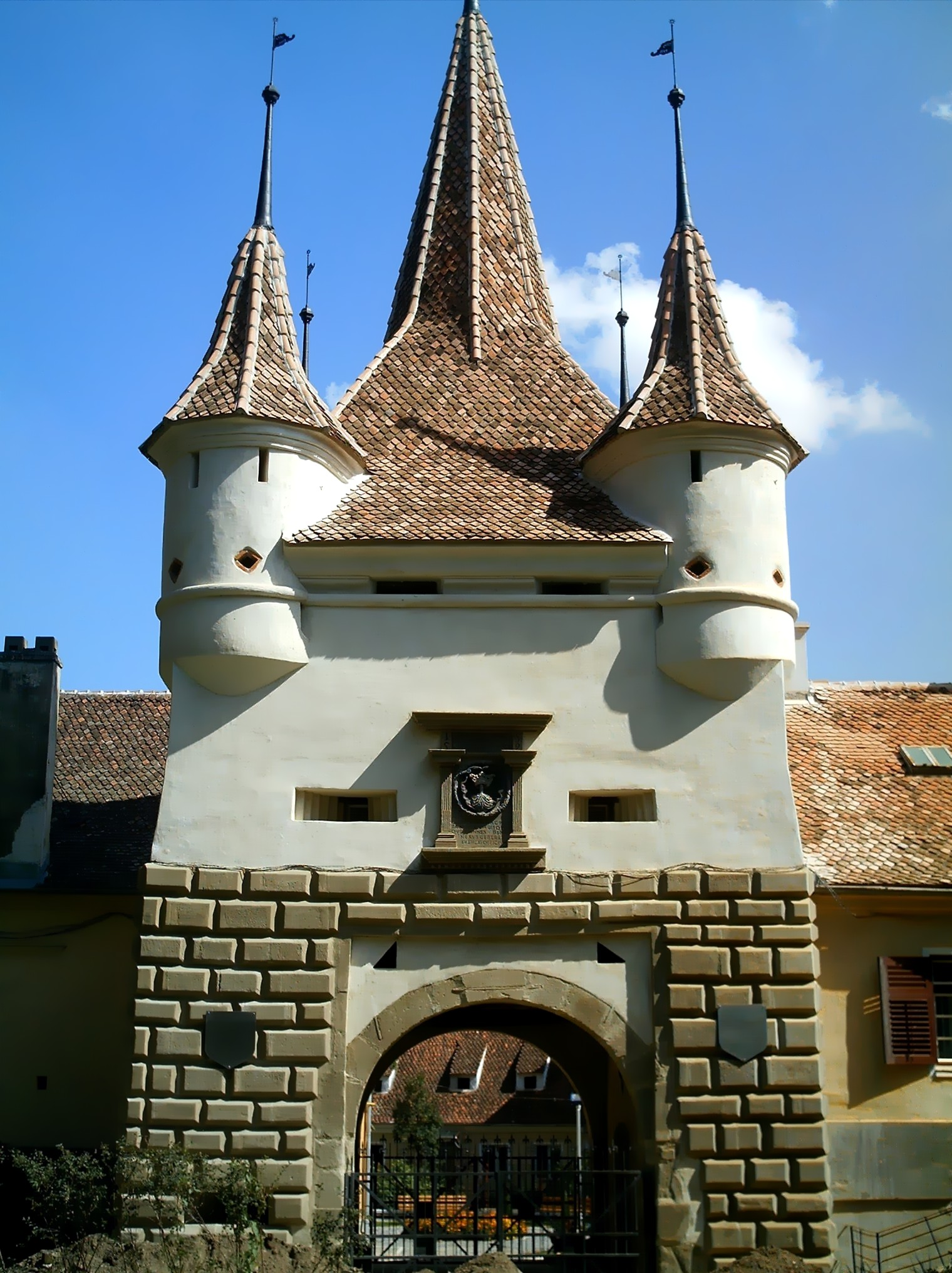
Porte Catherine
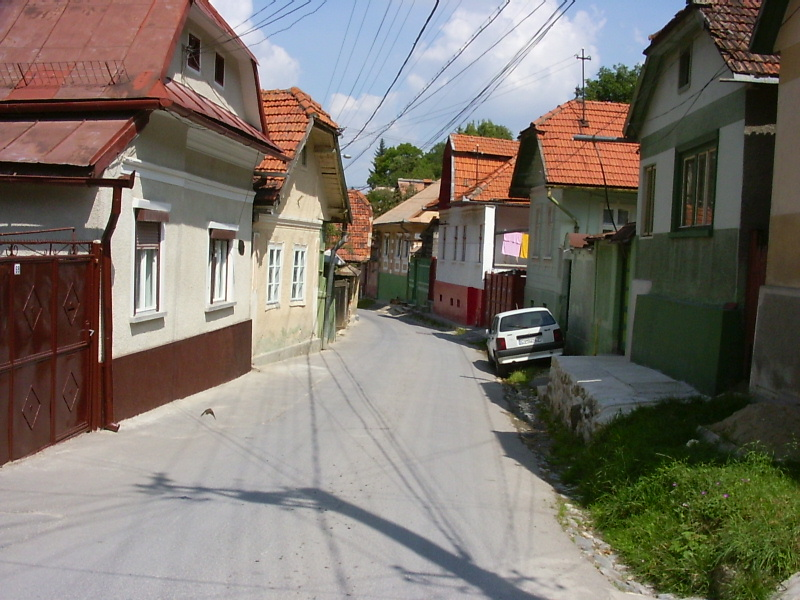
Rue typique dans Șchei
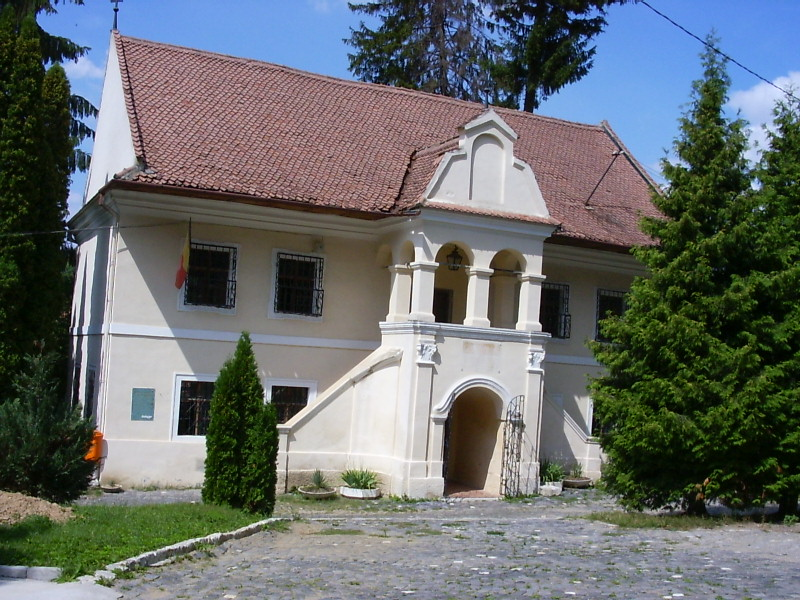
Première école roumaine
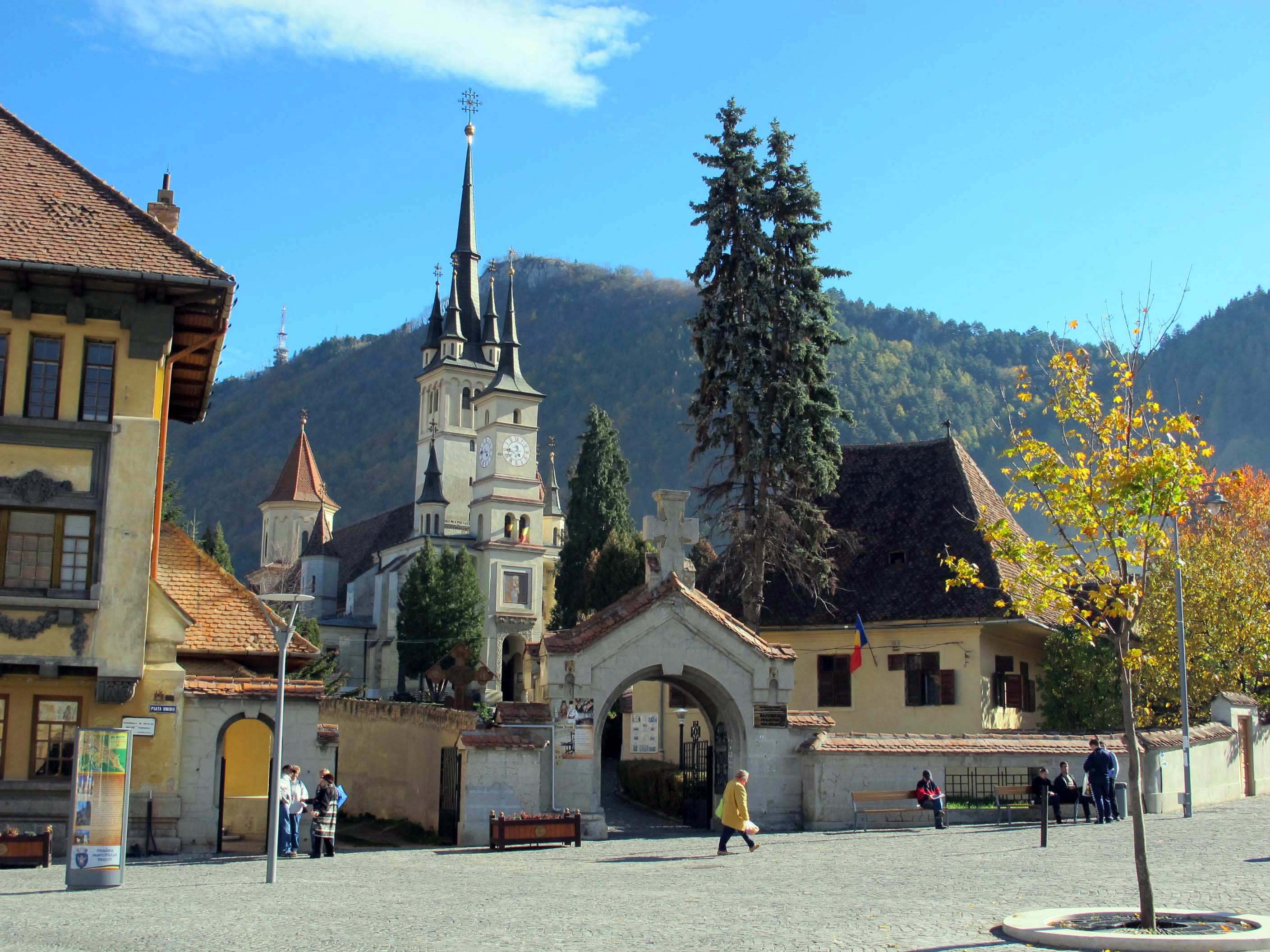
L'église orthodoxe Saint-Nicolas dans Șchei
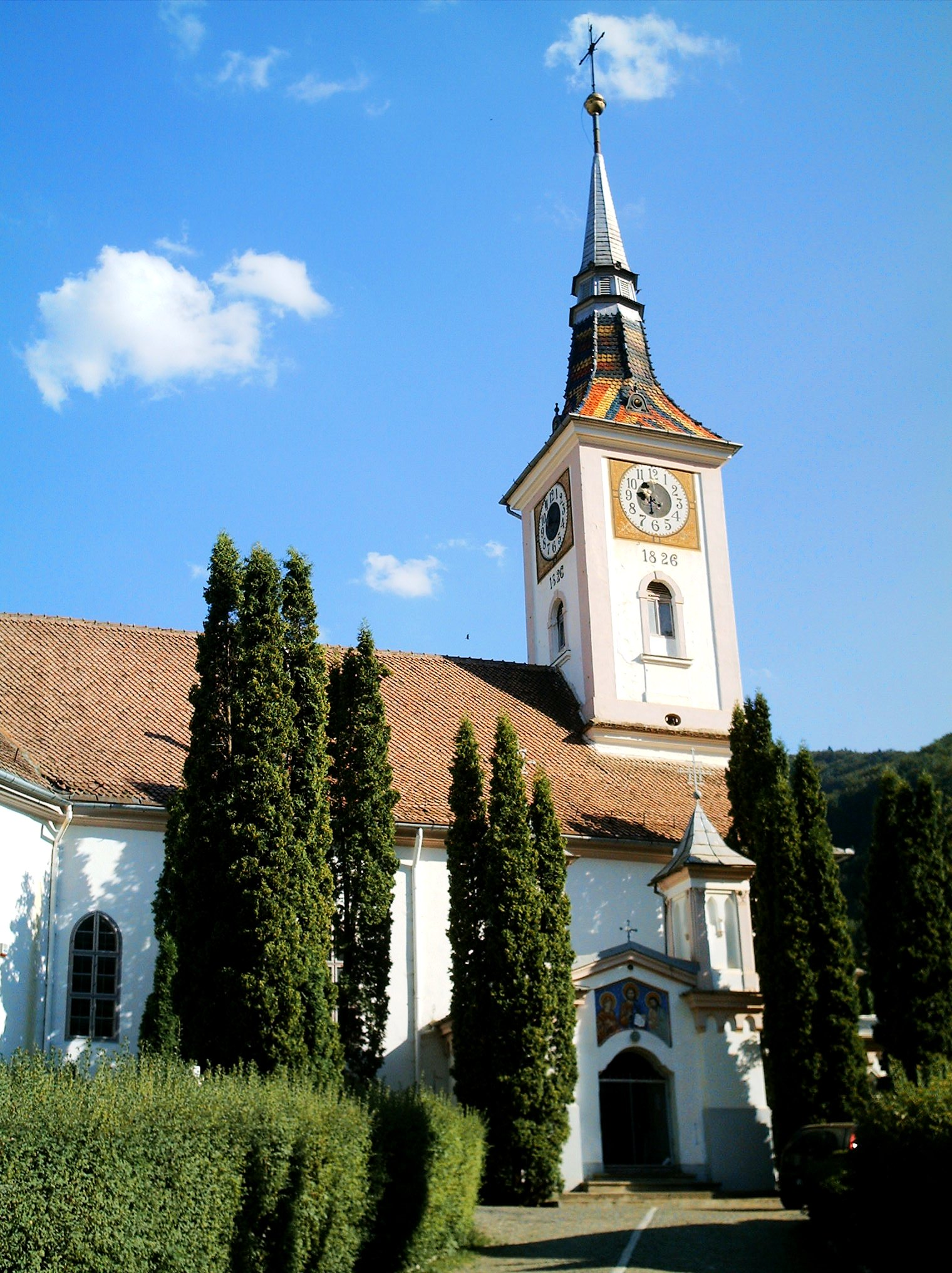
L'église orthodoxe de la Sainte-Trinité dans Șchei
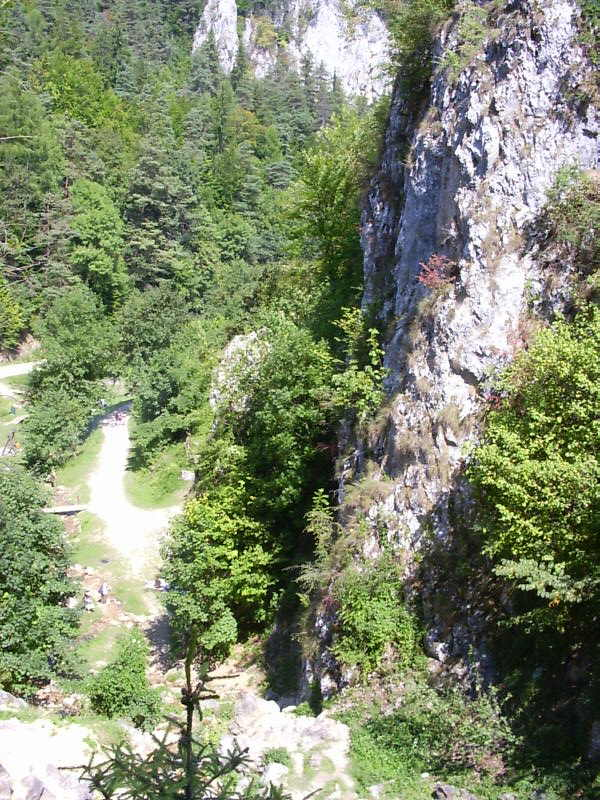
Les falaises de Solomon (Pietrele lui Solomon) dans Șchei
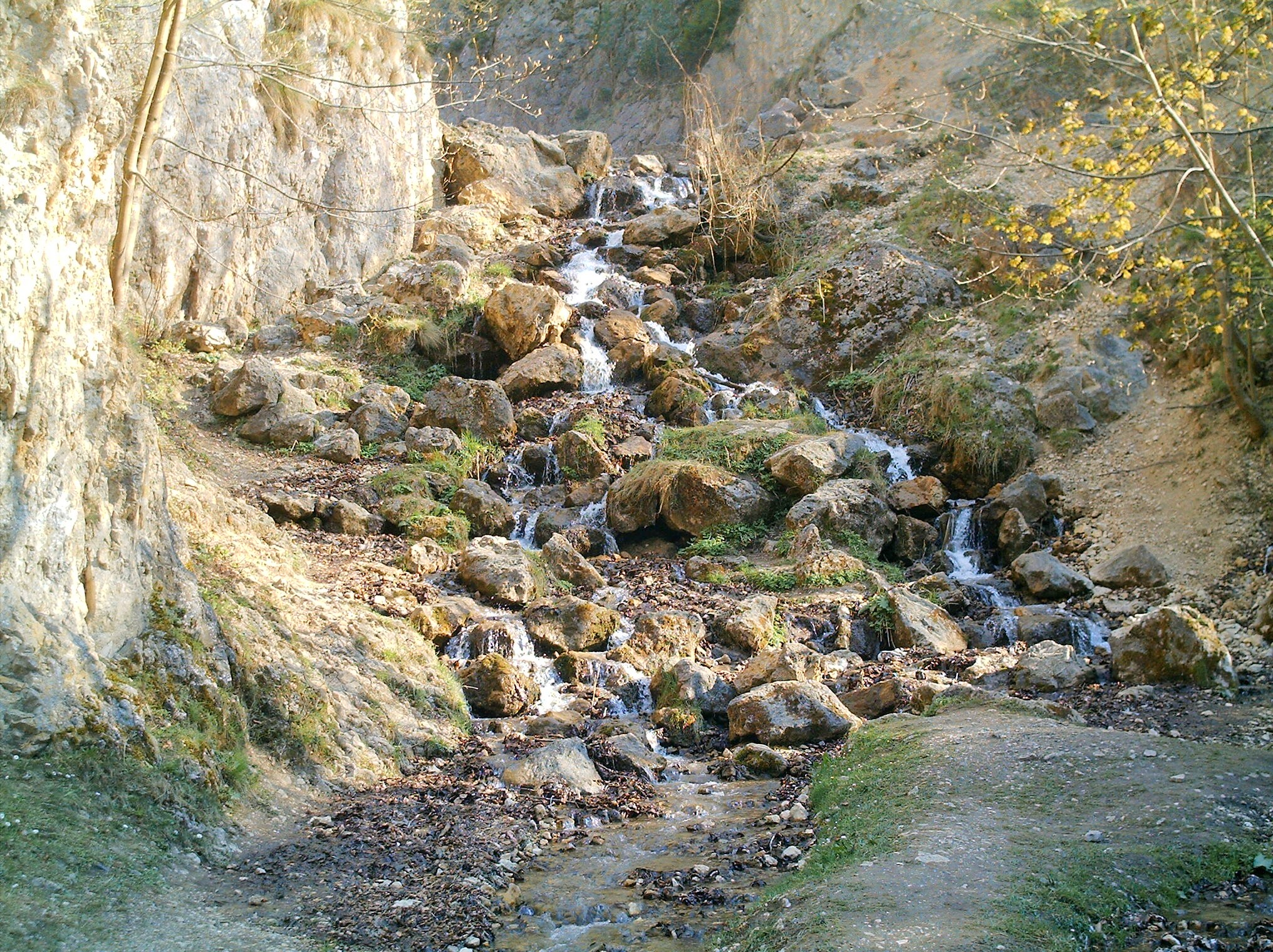
Cascade au falaises de Solomon dans Șchei